# Revolutions Per Minute (album de Reflection Eternal)
Pour les articles homonymes, voir RPM.
Albums par Reflection Eternal
Train of Thought
(2000)
Albums par Talib Kweli
Eardrum
(2007) Gutter Rainbows
(2011)
Albums par Hi-Tek
Hi-Teknology3: Underground
(2007)
Singles
1. Back Again
Sortie : 9 juin 2009
2. Just Begun
Sortie : 2 février 2010
3. In This World
Sortie : 23 mars 2010
4. Strangers (Paranoid)
Sortie : 13 avril 2010
5. Midnight Hour
Sortie : 27 avril 2010

Revolutions Per Minute est le deuxième album studio de Reflection Eternal, duo composé du rappeur Talib Kweli et du DJ et producteur Hi-Tek, sorti le 18 mai 2010.

## Critique
Dès sa sortie, l'album a reçu de très bonnes critiques de la presse : Gregory Heaney, journaliste d'AllMusic, a écrit que les productions d'Hi-Tek, très inspirées par la soul, étaient parfaites pour les « acrobaties verbales » de Talib Kweli ; Anupa Mistryde d'Exclaim! et Chris Faraone du Boston Phoenix parlent, quant à eux, de l'alchimie parfaite entre les deux membres du groupe,.
Mosi Reeves, du magazine Spin, revient sur l'influence « jazzy » des musiques de Hi-Tek et sur les paroles parfois complexes et audacieuses de Talib Kweli.

## Liste des titres
| No  | Titre                                                      | Contient un (des) sample(s) de                                                        | Durée |
| --- | ---------------------------------------------------------- | ------------------------------------------------------------------------------------- | ----- |
| 1.  | RPM's                                                      |                                                                                       | 1:06  |
| 2.  | City Playgrounds                                           |                                                                                       | 4:43  |
| 3.  | Back Again (featuring Res)                                 |                                                                                       | 3:26  |
| 4.  | Strangers (Paranoid) (featuring Bun B)                     |                                                                                       | 2:51  |
| 5.  | In This World                                              | What in This World's Happening to Love de Kimberley Briggs Moment of Clarity de Jay-Z | 3:31  |
| 6.  | Got Work (Fame)                                            |                                                                                       | 4:16  |
| 7.  | Midnight Hour (featuring Estelle)                          | Mama Said des Shirelles                                                               | 4:40  |
| 8.  | Lifting Off                                                |                                                                                       | 5:22  |
| 9.  | In the Red                                                 |                                                                                       | 3:00  |
| 10. | Black Gold (Intro)                                         |                                                                                       | 0:18  |
| 11. | Ballad of the Black Gold                                   | Let Me Back in d'Heaven and Earth                                                     | 5:34  |
| 12. | Just Begun (featuring Jay Electronica, J. Cole et Mos Def) | We've Only Just Begun des Singers Unlimited                                           | 3:37  |
| 13. | Long Hot Summer                                            |                                                                                       | 2:22  |
| 14. | Get Loose (featuring Chester French)                       | Twoje Oddalenia de Kram                                                               | 5:34  |
| 15. | So Good                                                    |                                                                                       | 3:33  |
| 16. | Ends (featuring Bilal)                                     |                                                                                       | 3:22  |
| 17. | My Life (Outro)                                            |                                                                                       | 3:28  |

## Classements
| Classement (2010)            | Meilleure position |
| ---------------------------- | ------------------ |
| Billboard 200                | 18                 |
| Billboard R&B/Hip-Hop Albums | 5                  |
| Billboard Top Rap Albums     | 3                  |
| Billboard Top Digital Albums | 11                 |

## Crédits
Crédits de Revolutions Per Minute adaptés de AllMusic
- Naim Ali – A&R
- Steve Baughman – Mixage
- Ski Beats – Ingénieur son
- Austin Briggs – Ingénieur son
- Erik "Baby Jesus" Coomes – Basse, Guitare
- Affion Crockett – interlude
- Dave Dar – Ingénieur son
- Nabil Elderkin – Photographe
- Ethan Gouldbourne – Claviers
- T. Greenev - Arrangeur, Compositeur
- Hi-Tek – Producteur, Ingénieur son, Producteur exécutif, Mixage, Scratchs, Interlude
- Daniel Jones – Claviers
- Joseph I – Styliste
- Liza Joseph – A&R
- Samuel Kalandjianv – Ingénieur assistant
- Eddie Krakaur – Ingénieur
- Talib Kweli – Producteur exécutif, Paroles
- Belinda Lipscomb – Voix
- Zach Lucas – Saxophone (Tenor)
- Christopher Lee Lyons – Direction artistique, Design
- Midori Nishijima – A&R
- Neal Pogues – Mixing
- Jack Rayner – Ingénieur
- Daniel Seeff – Basse, Guitare, Compositeur, Producteur
- Sha Money XL – Producteur exécutif, Management
- Corey Smyth – Producteur exécutif, Management
- Kevin Sokolniki – Assistant
- Chris Soper – Ingénieur assistant
- Estelle Swaray – Compositeur
- Tekzilla – Voix
- Carolyn Tracey – Production
- Imani Uzuri – Voix
- Pat Viala – Ingénieur, mixage
- Ellen Wakayama – Directeur créatif, direction visuelle
- Denise A. Williams – Directeur créatif, direction visuelle
- Young Guru – Arrangeur, Ingénieur